# Kongo-Spitzmäuse
Die Kongo-Spitzmäuse (Congosorex) sind eine Spitzmausgattung, die in Zentral- und Ostafrika vorkommt.
Diese Spitzmäuse ähneln im Körperbau den nah verwandten Afrikanischen Waldspitzmäusen, als deren Untergattung sie früher geführt wurden. Ihr Fell ist bräunlich gefärbt. Über die Lebensweise dieser Tiere ist wenig bekannt, ihr Lebensraum sind Regenwälder.
Es werden drei Arten unterschieden:
- Die Kleine Kongo-Spitzmaus (Congosorex verheyeni) wurde erst im Jahr 2002 wissenschaftlich beschrieben und ist von elf Exemplaren bekannt, die in der Republik Kongo und in der Zentralafrikanischen Republik gefunden wurden. Diese Art erreicht eine Kopfrumpflänge von rund 60 Millimetern, eine Schwanzlänge von rund 20 Millimetern und ein Gewicht von rund 7 Gramm.
- Die Große Kongo-Spitzmaus (Congosorex polli) ist nur von einem einzigen Exemplar bekannt, das in den 1950er-Jahren in der Demokratischen Republik Kongo gefunden wurde. Sie ist etwas größer als C. verheyeni und hat einen längeren Schwanz. Der Gefährdungsgrad dieser Art ist nicht bekannt, die IUCN listet sie unter „unzureichende Datenlage“ (Data deficient).
- Phillips Kongo-Spitzmaus (Congosorex phillipsorum) wurde erst 2005 als neue Art beschrieben. Sie ist im Ndundulu Forest in den Udzungwa-Bergen in Tansania endemisch und gilt laut IUCN als „vom Aussterben bedroht“ (critically endangered).